# Roger Delizée
Roger Delizée (Oignies-en-Thiérache, 1 maart 1935 - Viroinval, 11 maart 1998) was een Belgische politicus voor de PS. Hij was volksvertegenwoordiger en burgemeester.

## Levensloop
Van opleiding regent in de Germaanse talen aan de normaalschool van Nijvel werd Roger Delizée leraar Engels, Duits en Nederlands aan het Atheneum van Florennes en aan de normaalschool van Couvin. In het begin van de jaren 1960 opende hij met zijn echtgenote een bibliotheek in Oignies-en-Thiérache.
Als socialistisch militant en voorzitter van het jeugdhuis van Oignies, werd hij er in 1964 verkozen tot gemeenteraadslid en van 1965 tot 1976 was hij schepen van de gemeente. Bij de gemeentefusies van 1976 werd Oignies-en-Thiérache opgenomen in Viroinval. Aldaar was Delizée van 1977 tot 1994 gemeenteraadslid. Na zes jaar oppositie was hij van 1983 tot 1986 burgemeester van Viroinval en daarna was hij er tot 1988 schepen.
Van 1977 tot 1993 zetelde hij tevens voor het arrondissement Dinant-Philippeville in de Kamer van volksvertegenwoordigers. Door het toen bestaande dubbelmandaat zetelde hij van 1977 tot 1980 ook in de Cultuurraad voor de Franse Cultuurgemeenschap en van 1980 tot 1993 in de Waalse Gewestraad en de Franse Gemeenschapsraad. In de Waalse Gewestraad was hij van 1981 tot 1983 secretaris, van 1983 tot 1985 ondervoorzitter en van 1985 tot 1988 opnieuw secretaris.
Van 1988 tot 1992 was Roger Delizée staatssecretaris voor Volksgezondheid en het Gehandicaptenbeleid in de Regering-Martens VIII en de Regering-Martens IX. Na het einde van zijn staatssecretarisschap in januari 1992 werd hij in juli dat jaar voorzitter van het beheerscomité van de Federale Pensioendienst. In de jaren daarna verliet hij geleidelijk de politiek om plaats te maken voor zijn zoon Jean-Marc Delizée, die in 2008, na het ontslag van Frédéric Laloux, staatssecretaris voor Armoedebestrijding werd in de regering Leterme I. In juni 1993 nam hij ontslag als parlementslid en in oktober 1994 stelde hij zich geen kandidaat meer bij de gemeenteraadsverkiezingen.
In 2001 werd een Rue Roger Delizée ingehuldigd in Oignies-en-Thiérache.